# Єрьомін Володимир Аркадійович
Володимир Аркадійович Єрьомін (* 6 вересня 1950, селище Муромцево, Муромцевський район, Омська область, РРФСР, СРСР) — радянський і російський актор театру, кіно і озвучування, сценарист, продюсер, телеведучий. Заслужений артист Російської Федерації (2006).

## Біографія
В 1957—1967 роках навчався в школі в Павлодарі (Казахстан). У 1968—1972 році навчався у Школі-студії ім. В. І. Немировича-Данченка при МХАТ.
У 1973—1979 рр. грав в трупі Державного академічного російського театру драми ім. М. Ю. Лермонтова в Алма-Аті. 
У 1979—1982 — актор Ленінградського театру комедії ім. М. П. Акімова, з 1982 — актор Ленінградського Великого драматичного театру, в 1995—1997 рр. — актор Московського театру Сатирикон, бере участь в антрепризних спектаклях.
З 2003 року один з організаторів, потім директор кіностудії «Тріада» (Москва).

## Фільмографія
- 1976 — Моя любов на третьому курсі — Павлик Гвоздьов
- 1977 — Борг — епізод
- 1979 — Погоня в степу — Іван
- 1981 — Сніг на зеленому полі — Студенцов
- 1982 — Простір для маневру — Ігор Матвійович Бєляков, інженер-конструктор
- 1982 — Митниця — Вітя Малишев, судновий лікар
- 1982 — Тарантул (фільм-спектакль)
- 1982 — Шурочка — Петро Фадеевич, офіцер
- 1983 — Олов'яні кільця (фільм-спектакль) — Зінзівер, придворний садівник
- 1984 — Кожен десятий — Святополк
- 1984 — Перегін — Михалич, старпом
- 1984 — Преферанс п'ятницями — Толік, юрисконсульт на комбінаті
- 1985 — Підсудний — прокурор
- 1985 — Заради кількох рядків — Лубіцький, лейтенант
- 1985 — Сон в руку, або Валіза — Макс, лікар
- 1986 — БДТ тридцять років потому (фільм-спектакль) — глядач
- 1986 — Червона стріла — Савицький
- 1986 — Свято Нептуна — Дмитро Нікітін
- 1986 — Шлях до себе — Олексій Євгенович Вєдєнєєв, співробітник НДІ
- 1986 — Гніт (короткометражний)
- 1987 — Моонзунд — Леонід Олександрович Дейчман, інженер-механік
- 1987 — Під'їзд з атлантами (фільм-спектакль)
- 1989 — Кримінальний квартет — Микола Ларін, журналіст
- 1990 — Балаган — Іван, поет
- 1990 — ...на прізвисько «Звір» — Гриша
- 1990 — Розповіді з різних кишень (фільм-спектакль)
- 1990 — Царське полювання — де Рібас
- 1991 — Афганський злам — капітан медслужби
- 1991 — Будинок на піску — Лев
- 1991 — Дружина для метрдотеля — Вадим
- 1991 — Кільце — батько Платона
- 1991 — Лох — переможець води — бандит
- 1991 — Мічені — «Доктор», член бойової організації есерів
- 1991 — Хміль — підполковник жандармерії
- 1992 — Прекрасна незнайомка — офіцер
- 1992 — Рекет — Олексій Дмитрович Корнілов, ведучий популярної телепрограми «Радар»
- 1992 — Сни про Росію — граф Воронцов
- 1992 — Старі молоді люди — Антон
- 1993 — Пістолет з глушником — Ігор Ігорович
- 1994 — Глухар — головна роль
- 1995 — Зимова вишня — Сергєєв
- 1995 — Північ у Санкт-Петербурзі — Борис, кур'єр з плутонієм
- 1996 — Королева Марго — чоловік Женев'єви
- 1996 — Сильна, як смерть, любов
- 1997 — Принцеса на бобах — Льова
- 1999 — Д. Д. Д. Досьє детектива Дубровського — Бєженцев, журналіст
- 1999 — Каменська-1 — генерал Супрун
- 1999 — Що сказав небіжчик — співмешканець Іоанни
- 2000 — 24 години — Верник, співробітник МВС
- 2000 — Вихід — епізод
- 2000 — Будинок для багатих — Євген Прокопович Бурковський
- 2000 — Заздрість богів — Ігор, чоловік Наташі
- 2000 — Маросейка, 12 — Микола Платонов
- 2000 — Зупинка на вимогу — Валерий Миколайович
- 2001 — Охоронці Пороку — Норман
- 2001 — Ідеальна пара — Веня, колишній мент
- 2001 — Люди і тіні. Секрети лялькового театру — Олег Іванович
- 2001 — Чоловіча робота 1 — Вадим Остроумов, редактор телеканалу
- 2001 — Зупинка на вимогу 2 — Шепетілов
- 2001 — Паризький антиквар
- 2001 — Забійна сила-3 — Роман Євгенович Молчанов, режисер
- 2002 — Каменська-2 — Зеленін, співробітник Стоянова
- 2002 — Кодекс честі-1 — Ніфонтов Олександр Миколайович, заступник генерала Волкова
- 2002 — Марш Турецького — Володимир Анічкін, полковник
- 2002 — Чоловіча робота 2 — Вадим Остроумов, редактор телеканалу
- 2003 — Бульварна палітурка — Анрі Круазье / Андрій Крестовський
- 2003 — Оперативний псевдонім — Василь Іванович
- 2003 — Смугасте літо — Жданкін-старший
- 2003 — П'ятий ангел — Дмитро Глухарев, журналіст
- 2004 — Кодекс честі-2 — Олександре Миколайовичу Ніфонтов, генерал
- 2005 — Дев'ять невідомих — Артур (Левіафан), чорний маг
- 2005 — Оскар (фільм-спектакль) — Крістіан Мартен
- 2005 — Наскрізна лінія (фільм-спектакль) — Аркадій
- 2005 — Навіжена — Костянтин Коржиков
- 2006 — Острог. Справа Федора Сеченова — Фінікеєв, слідчий
- 2006 — Тюрма особливого призначення — Ігор Андрійович Марков, депутат міської Думи
- 2007 — Застава — Стільников
- 2007 — Нізвідки з любов'ю, або Веселі похорони — Аркадій
- 2007—2011 — Поліція Хоккайдо. Російський відділ
- 2008 — Розумниця, красуня — Льова, брат Соні
- 2009 — Крах фаворита — Басманов
- 2010 — У пістолеті шість патронів (короткометражний) — Гість
- 2010 — Шериф — Авдєєв, бізнесмен
- 2011 — Москва. Три вокзали — Олександр Павлович Машков, журналіст
- 2011 — Правила маскараду — Вадим, продюсер
- 2012 — Засіб від смерті — Валерій Єгорович Бітов
- 2012—2014 — Без терміну давності — Олександр Тихомиров
- 2014 — Алхімік. Еліксир Фауста — Володимир Анатолійович Чистяков
- 2014 — Повний вперед! — Шматок
- 2016 — Усі літа любові